# Кубок Норвегии по футболу 1915
Кубок Норвегии по футболу 1915 (норв. Norgesmesterskapet i fotball for menn 1915) — 14-й розыгрыш Кубка Норвегии по футболу. Турнир проводился с сентября по октябрь 1915 года. Участие в турнире принимали чемпионы местных ассоциаций 1915 года. «Одд» в шестой раз выиграли кубок.

## Первый раунд
| Команда 1        | Результат      | Команда 2            |
| ---------------- | -------------- | -------------------- |
| 12 сентября 1915 |                |                      |
| Бранн            | 3:2 (доп. вр.) | Люн                  |
| Гране            | 1:4            | Бродд                |
| Квик (Тронхейм)  | 8:1            | Роллон               |
| Норрёна          | 1:5            | Квик (Фредриксхальд) |
| Рьюкан           | 2:6 (доп. вр.) | Эрн                  |

- Одд и Йёвик-Люн[англ.] получили уайлд-кард.

## Второй раунд
| Команда 1        | Результат | Команда 2            |
| ---------------- | --------- | -------------------- |
| 26 сентября 1915 |           |                      |
| Бранн            | 0:8       | Квик (Фредриксхальд) |
| Йёвик-Люн        | 1:8       | Одд                  |
| Эрн              | 10:1      | Бродд                |

- Квик (Тронхейм)[англ.] получил уайлд-кард.

## Полуфинал
| Команда 1       | Результат | Команда 2            |
| --------------- | --------- | -------------------- |
| 3 октября 1915  |           |                      |
| Квик (Тронхейм) | 0:3       | Квик (Фредриксхальд) |
| Эрн             | 0:3       | Одд                  |

## Финал
Согласно
| Одд                           | 2:1     | Квик (Фредриксхальд) |
| ----------------------------- | ------- | -------------------- |
| Торстенсен 5′ · Гундерсен 13′ | (отчёт) | Хельгесен 80′        |

| Одд: |  |                    |
|      |  |                    |
| Вр   |  | Ингольф Педерсен   |
| Защ  |  | Отто Аулие         |
| Защ  |  | Пер Скоу           |
| ПЗ   |  | Андреас Скоу       |
| ПЗ   |  | Педер Хенриксен    |
| ПЗ   |  | Бьярне Гулбрандсен |
| НП   |  | Генри Рейнхольдт   |
| НП   |  | Нильс Торстенсен   |
| НП   |  | Сверре Андерсен    |
| НП   |  | Эйнар Гундерсен    |
| НП   |  | Йонас Аас          |

| Квик: |  |                  |
|       |  |                  |
| Вр    |  | Оле Пёульсен     |
| Защ   |  | Отто Кляйн       |
| Защ   |  | Ингвар Тёрнроус  |
| ПЗ    |  | Бакке            |
| ПЗ    |  | Вильгельм Странд |
| ПЗ    |  | Карл Андерсен    |
| НП    |  | Томас Андерсен   |
| НП    |  | Педер Пук        |
| НП    |  | Йонни Хельгесен  |
| НП    |  | Рудольф Ольсен   |
| НП    |  | Хартвиг Олавесен |